# الحرس الثوري الإيراني
فيلق حرس الثورة الإسلامية (بالفارسية: سپاه پاسداران انقلاب اسلامی) ويُعرف اختصارًا باسم الحرس الثوري (بالفارسية: پاسداران) أي «الحرس» أو حرس الثورة الإسلامية أو الحرس الثوري الإسلامي أو عمومًا بالعربية الحرس الثوري الإيراني، هو أحد فروع القوات المسلحة الإيرانية التي تأسست بعد الثورة الإسلامية الإيرانية بأمر من آية الله روح الله الخميني. ففي حين يقوم جيش الجمهورية الإسلامية الإيرانية النظامي بالدفاع عن الحدود الإيرانية وحفظ النظام الداخلي وفقًا للدستور الإيراني يقوم الحرس الثوري «پاسداران» بحماية نظام الجمهورية الإسلامية في الداخل والخارج. يتركز دور الحرس الثوري في حماية النظام الإسلامي ومنع التدخل الأجنبي أو الانقلابات العسكرية أو «الحركات المنحرفة والمتطرفة». اسم إيران غير موجود في شعار الحرس الثوري.
يتكون الحرس الثوري من قرابة 125,000 عسكري بما في ذلك جنود في الأرض (القوات البرية)، الفضاء (القوة الجوفضائية) والقوات البحرية. ويهدف الحرس في الوقت الحالي إلى تطوير قواته البحرية للسيطرة على الخليج العربي. كما يتحكم أيضًا في القوة شبه العسكرية البسيج (بالفارسية: بسیج) التي تتألف من عشرات الميليشيات التي تجمع تحت ألويتها إجمالي 90,000 فرد عامل.
باعتباره جيش تدفعه أيديولوجيا معينة، فحرس الثورة الإسلامية يهتم بكل جانب من جوانب المجتمع الإيراني. لقد عرف حرس الثورة توسعًا اجتماعيًا وسياسيًا وعسكريًا واقتصاديًا في عهد الرئيس محمود أحمدي نجاد لا سيما في الانتخابات الرئاسية الإيرانية عام 2009 وقمع احتجاجات ما بعد الانتخابات. كل هذا دفع بمحللي العالم الغربي إلى القول بأن السلطة السياسية للحرس تجاوزت ولاية الفقيه.

## التنظيم
يُعد حرس الثورة القوة الرئيسية في حفظ الأمن الوطني؛ فهو المسؤول عن الأمن الداخلي وأمن الحدود ويهتم بإنفاذ القانون وهو المُحرك الرئيسي للقوة الجوفضائية. عادًة يخوض الحرس الثوري الإسلامي حروبا غير متكافئة حيث يعتمد في عملياته على عدد كبير من الميليشيات والتنظيمات التي تُساعده في إمالة الحرب لصالحه. في الوقت الحالي يُسيطرُ الحرس على مضيق هرمز ويدعي بين الفينة والأخرى قيامه بعمليات مقاومة خاصة في دول عربية كسوريا والعراق. يهدف الحرس الثوري إلى استكمال القوة العسكرية الإيرانية إذ تتوفر قوات عاملة تحت لوائه ويركز على مختلف الأدوار التشغيلية والقيادية.
إن الحرس الثوري سلاح الدولة الإيرانية إلى جانب قواته البرية، والبحرية، والجوية ثم جهاز مخابراته، وباقي القوات الخاصة. يتحكم الحرس أيضًا بميليشيات البسيج القائمة على متطوعين ويفوق المُنتسبون لها 90,000 جنديًّا نظاميًّا و 300,000 آخرين من جنود الاحتياط. يعترف الحرس الثوري بكونه عنصرا رسميا في الجيش الإيراني بموجب المادة 150 من الدستور الإيراني. لا ينشط الحرس الثوري دائمًا إلا أنه موجود باستمرار في مياه الخليج العربي ويُتوقع قيامه باحتواء أي هجمات تُصيب إيران بالإضافة إلى الرد على أي هجوم يستهدف منشآت الدولة النووية.

### التاريخ والهيكل
تشكل الحرس الثوري في 5 أيار/مايو 1979 في أعقاب الثورة الإسلامية محاولةً لتوحيد العديد من القوات شبه العسكرية في قوة واحدة موالية للحكومة الجديدة؛ لتكافح النفوذ والسلطة ضد الجيش النظامي الموالي للشاه حينئذٍ.
في البداية كان الباسداران كسلاح للمؤمنين؛ حيث أن دستور الجمهورية الإسلامية الجديد نص بوضوح على أن حرس الثورة يجب أن يُدافع عن استقلال إيران وسلامتها الإقليمية، في حين تكلفت القوات الأمنية بمسؤولية حفظ الثورة نفسها.
بعد أيام من عودة آية الله روح الله الخميني إلى طهران في 1 شباط/فبراير 1979 أصدر الخميني مرسومًا في 5 أيار/مايو من نفس العام بضرورة إنشاء الباسداران. هدف الباسداران حماية الثورة ومساعدة رجال الدين في تثبيت حكمهم بتأسيس حكومة إسلامية جديدة. ولعل أبرز الأمور التي دفعت الخميني إلى تأسيس الحرس حاجة الثورة إلى الاعتماد على قوة مستقلة عن نفسها بدل الاعتماد على قوات ووحدات النظام السابق. باعتبارها إحدى أولى المؤسسات الثورية إذ الباسداران ساعدَ في إضفاء الشرعية على الثورة وأعط الحكومة الجديدة دافعًا لمواصلة ما كانت تقوم به. وعلاوة على ذلك فإن إنشاء الباسداران ساهم في تثبيت كل السكان والقوات المسلحة النظامية التي كان الخميني من إمكان انقلابها ضده مجددًا. وهكذا حقق الباسداران شهرة امتدت لدول الخليج فيما بعد وساعد على إعادة الإعمار وجلب النظام الجديد إلى إيران. في الوقت الحالي يُنافس حرس الثورة الشرطة والقضاء من حيث وظائفهما.

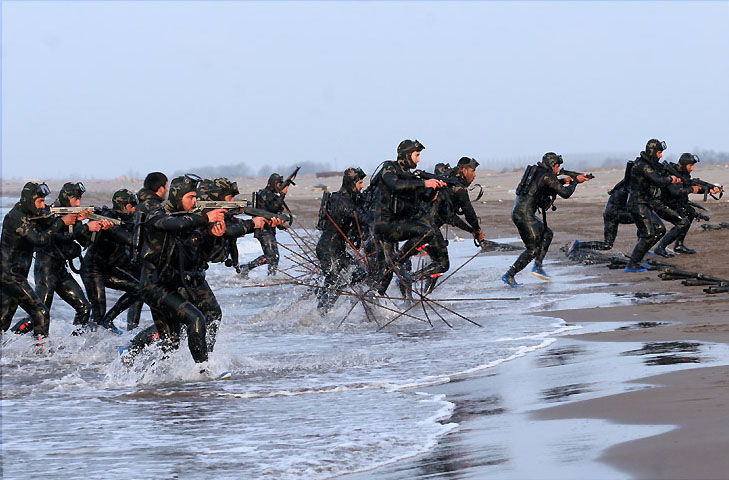
القوات البحرية الخاصة التابعة لحرس الثورة

على الرغم من أن الحرس الثوري الإيراني يعملُ مستقلًّا عن القوات المسلحة النظامية، إلا أنه عُدَّ قوة عسكرية بحد ذاته بدوره المهم في الدفاع عن الأراضي الإيرانية ووحدة الدولة. يتكون الحرس الثوري من قوات برية وبحرية وجوية موازية للهيكل والتشكيل العسكري العادي. في حقيقة الأمر يُعتبر الباسداران فريد من نوعه خاصة بعدما قام بالسيطرة على الصواريخ الاستراتيجية والقوات الصاروخية الإيرانية.
يعمل تحت مظلة الباسداران مجموعة من القوى والميليشيات الكبيرة والصغيرة بما في ذلك البسيج (قوات المقاومة)، بل إن هناك شبكة ميليشيات قد يصل مجموع أفرادها إلى المليون وعادة ما تُسْتَدْعَى في أوقات الحاجة. كانت قوات البسيج ملتزمة بتقديم بعض المساعدات ثم الدفاع عن التهديدات الداخلية والخارجية التي تُحيط بالبلاد؛ ولكن بحلول عام 2008 تم نشر القوات في شوارع البلد من أجل تعبئة الناخبين في الانتخابات وصد كل محاولات الاحتجاج والإضراب. هناك عنصر آخر يُكوّن حرس الثورة الإسلامي وهو فيلق القدس الذي ينشط خارج حدود إيران ومن المعروف عنه قيامه بتقديم مساعادت لميليشيات شيعية أخرى بالإضافة إلى تدريب مختلف المنظمات المتشددة حول العالم.

### الهيكل العسكري

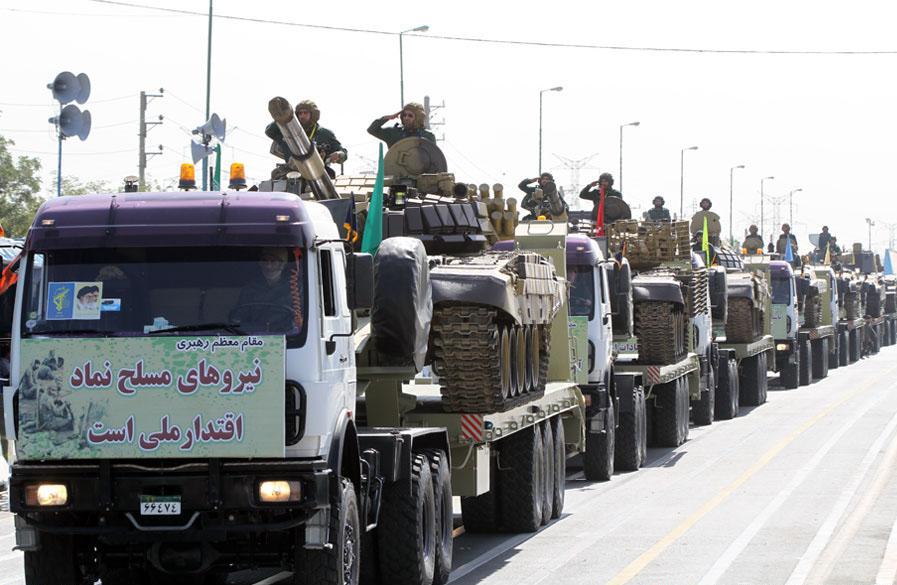
دبابات الحرس الثوري الإيراني خلال استعراض عسكري في طهران عام 2012

في أواخر تموز/يوليو 2008 صدرت عدة تقارير أكدت على أن الحرس الثوري الإيراني قام بتغيير كبير في هيكل عمله. في أيلول/سبتمبر 2008 أنشئ الحرس الثوري الإيراني 31 وحدة مستقلة لقيادة الصواريخ. فعليًا شهد الهيكل العسكري عدة تغييرات من القيادة المركزية إلى اللامركزية أمَّا الوحدات الإحدى والثلاثون المُنشأة حديثًا فقد فرقت ووزعت على ثلاثين محافظة إلا محافظة طهران التي وُضعت بها وحدتان.

#### البسيج
البسيج هي وحدة شبه عسكرية مكونة من متطوعين لا غير. توسّعت البسيج فيما بعد وأصبحت تضم شلة من الميليشيات التي تأسست هي الأخرى بأمر من آية الله الخميني في تشرين الثاني/نوفمبر 1979. تُعد وحدة البسيج -على الأقل من الناحية النظرية- تابعة للحرس الثوري الإيراني فيما تتلقى الأوامر من المرشد الأعلى الحالي آية الله خامنئي. وُصفت في العديد من التقارير بأنها «جماعة فضفاضة» ومتحالفة مع الكثير من المنظمات بما في ذلك العديد من الجماعات التي يسيطر عليها رجال الدين المحليين. تعمل حاليا البسيج بمثابة قوة احتياطية حيث تنشط في أنشطة اعتيادية مثل الأمن الداخلي فضلا عن إنفاذ القانون وتوفير الخدمة الاجتماعية وتنظيم الاحتفالات الدينية العامة كما تُساعد الشرطة الإسلامية في قمع المعارضين والتجمعات المعارضة.

#### فيلق القدس
فيلق القدس هو قوة عسكرية تابعة لحرس الثورة؛ يقودها إسماعيل قاآني وتُوصف في كثير من الأحيان بأنها خليفة الحرس الإمبراطوري الإيراني الذي كان يتكلف بحماية محمد رضا بهلوي. لها تشكيل عسكري كبير إلى حد ما ويُقدر عدد أفرادها بما بين 2000 حتى 5000 فرد عسكري. تُعتبر في إيران بمثابة وحدة عمليات خاصة وتتعامل مع الأنشطة في الخارج.

#### القوة الجوفضائية

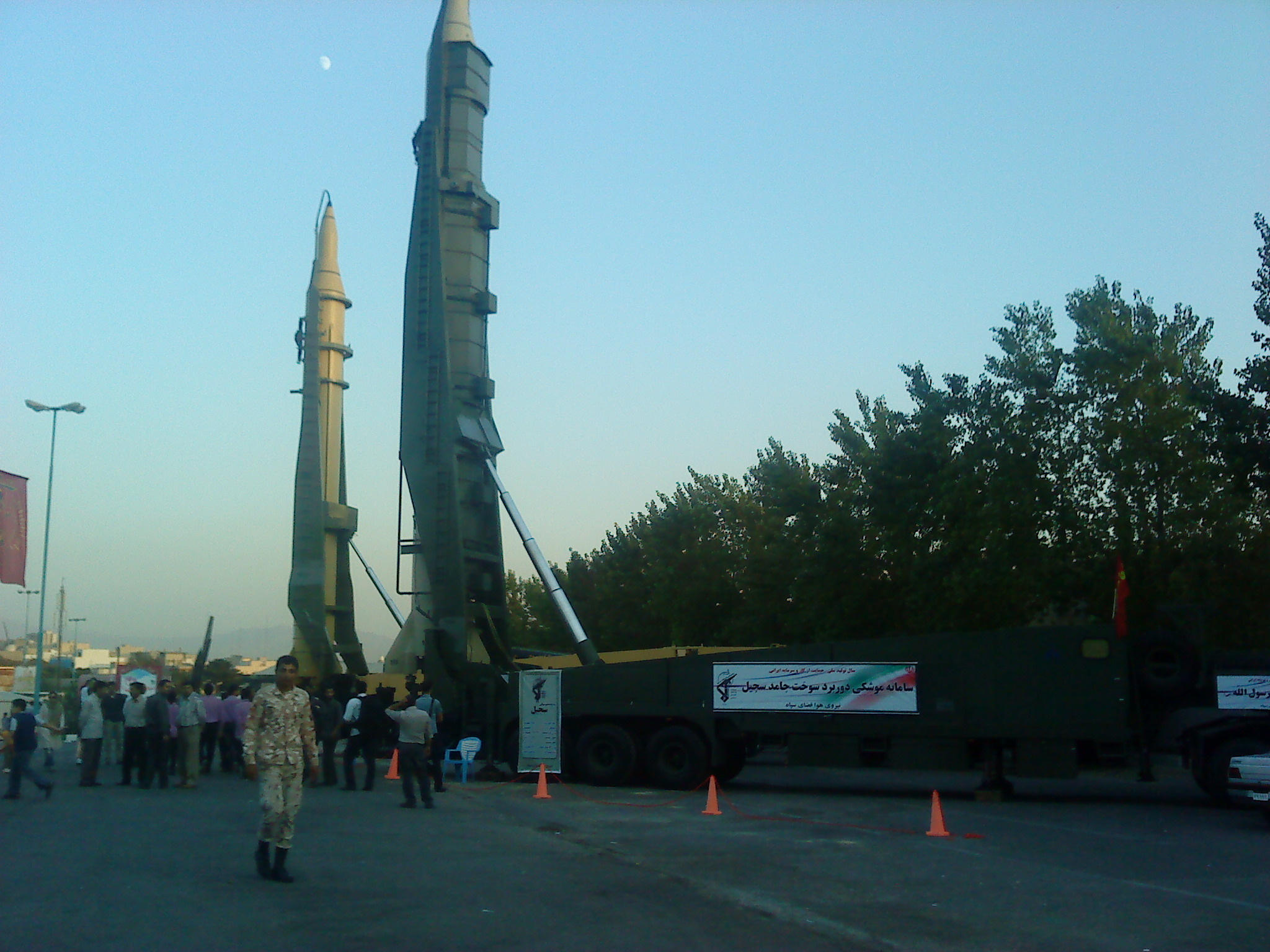
صاروخين بالستيين من طراز قيام 1 (يسار) سجيل 2 (يمين) خلال استعراض عسكري عام 2012

يتوفر لدى حرس الثورة سلاح جو يُوصف بالقوي، حيث يستطيع استكمال القتال الجوي من خلال مجموعة من الطائرات المقاتلة. من المُرجح أن هذه القوة قد تشكلت من خلال مزج طيران الجيش وطيران وحدات جوية خاصة وهو يُعادل -في هيكله وقوته- سلاح الجو الإيراني وذلك بفضل توفره على صواريخ إستراتيجية وطائرات حربية وهلم جرا.

#### القوة البحرية

واحدة من السفن المختلفة التي يتوفر عليها الحرس الثوري

بدأ الحرس الثوري الإيراني بالقيام بعمليات عسكرية بحرية باستخدام سرب من الزوارق السريعة خلال حرب الخليج الأولى (حرب الناقلات) كما استعمل نفس الزوارق خلال عدة مراحل من الحرب العراقية–الإيرانية.
تتداخل القوة البحرية لحرس الثورة الإسلامية مع القوة البحرية لجيش الجمهورية الإسلامية الإيرانية؛ حيث يعملان معاً في عدة مجالات كما يتكلفان بحماية الحدود الإقليمية البحرية للدولة الإيرانية. بالرغم من كل هذا فالقوتان تختلفان من حيث كيفية التدريب والتجهيز والأهم من ذلك أيضا في كيفية القتال. فالقوة البحرية لحرس الثورة تتوفر على مخزون كبير من الزوارق الحربية الصغيرة والسريعة وعادة ما تُشارك في الحروب غير المتكافئة كما أنها تنهج تكتيكات مختلفة في عملياتها أقرب إلى حرب العصاباب لذلك فهي تُشكل قوة لا يُستهان بها في البحر، ليس هذا فقط فهي تُحافظ على كميات كبيرة من الأسلحة على مستوى السواحل كما تتوفر على صواريخ كروز مضادة للسفن الحربية. جدير بالذكر هنا أن هذه القوة الجوية المملوكة لحرس الثورة تتوفر على وحدات بحرية خاصة تتكلف بالمهام السرية.

#### القوات البرية
تُعد جماعة أنصار المهدي الوحدة الأولى المسؤولة عن حماية كبار المسؤولين في الحكومة والبرلمان (باستثناء المرشد الأعلى). هذه الوحدة السرية تندرج ضمن القوة البرية للحرس الثوري الإيراني وتتكون من مجموعة من الضباط الذين تعاهدوا على تنفيذ العديد من المهام الخاصة مثل مكافحة التجسس والقيام بالعمليات السرية خارج الحدود الإيرانية.
تتكون جماعة أنصار المهدي من أربع صفوف؛ وكل صف يتم توجيهه لحماية كبار المسؤولين والوكلاء حسب الخبرة والولاء. القائد الحالي لأنصار المهدي هو العقيد أسد زاده.

### الحجم

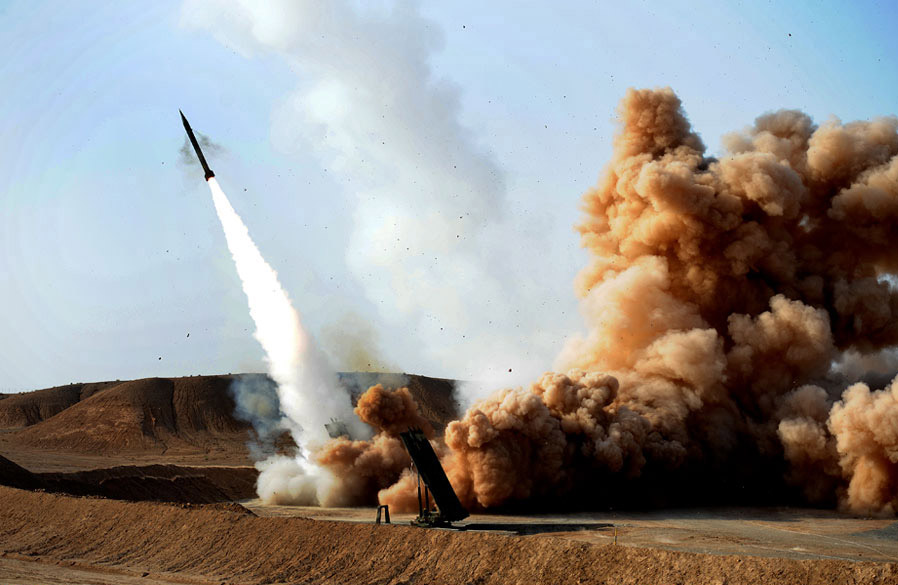
صاروخ من طراز زلزال-3

أصدر المعهد الدولي للدراسات الاستراتيجية عام 2007 تقريراً تحدث فيه عن القوة العسكرية لحرس الثورة حيث أكد على أن عدد المُنتسبين والعاملين لدى الحرس يفوق الـ 125.000 دون حساب أفراد البسيج المتطوعون.[بحاجة لمصدر] كما أكد نفس التقرير على أن حرس الثورة يتوفر على الأقل على 100.000 جندي مدرب وجاهز لأي نوع من الحروب. يتوزع هؤلاء المائة ألف بين القوات البرية، البحرية والجوية ويتميزون بالخفة والمهارة في استعمال مُختلف الأسلحة. تُشير التقديرات إلى أن الحرس يتوفر على حوالي 20 كتيبة مشاة بعضها مستقل والآخر مرتبط بالحرس كما يتوفر على ألوية جوية وأخرى بحرية.
يُقدر المعهد أن الحرس الثوري يملك 20,000 من العاملين لدى القوات البحرية بما في ذلك 5,000 من مشاة البحرية يتوزعون في ألوية وكتائب مختلفة، 

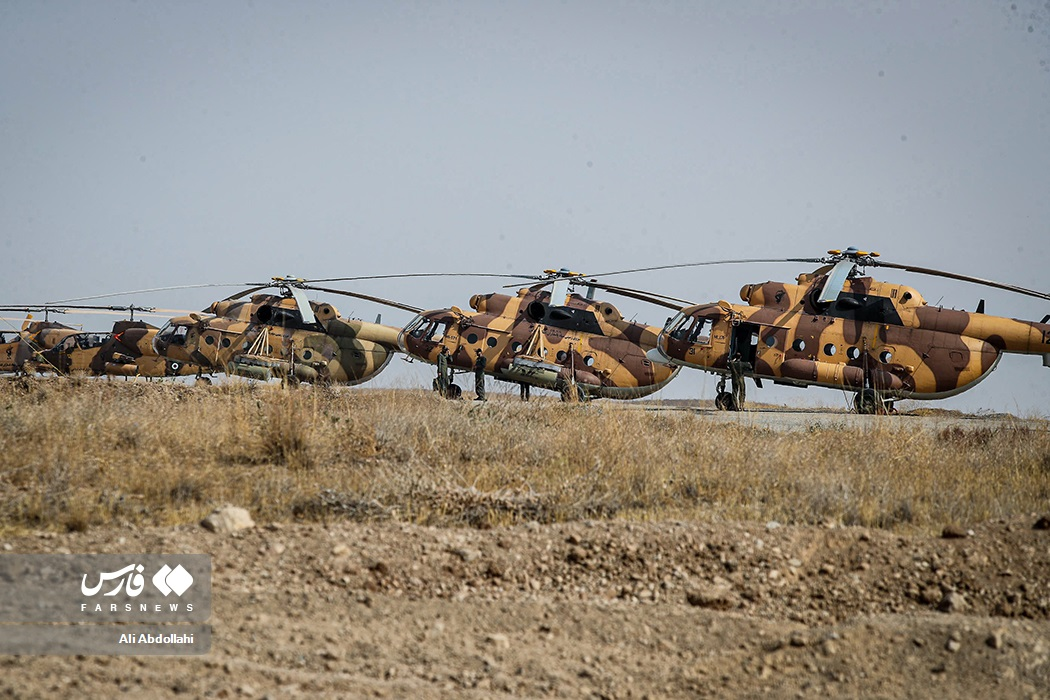
تدريبات لطائرات حرس الثورة الإسلامية.

بعضها مُجهز للدفاع عن السواحل والبعض الآخر يعمل كاحتياط ولا يتدخل إلا عند الضرورة. يملك حرس الثورة أيضًا مجموعة من البطاريات والبطاريات المدفعية بالإضافة إلى خمسين زورقا يُستعمل خلال الدوريات.

## القادة
| المنصب                    | شاغل المنصب             | الصورة | تاريخ تولي المنصب |
| ------------------------- | ----------------------- | ------ | ----------------- |
| القائد العام              | العميد محمد باكبور      |        | 14 يونيو 2025     |
| قائد فيلق القدس           | العميد إسماعيل قاآني    |        | 3 يناير 2020      |
| قائد القوة البرية         | العميد محمد كرمي        |        | 19 يونيو 2025     |
| قائد القوة البحرية        | العميد علي رضا تنكسيري  |        | 23 اغسطس 2018     |
| قائد القوة الجوفضائية     | العميد سيد مجيد موسوي   |        | 14 يونيو 2025     |
| قائد قوات التعبئة الشعبية | العميد غلام رضا سليماني |        | 2 يوليو 2019      |

## الحروب

### الحرب الأهلية اللبنانية

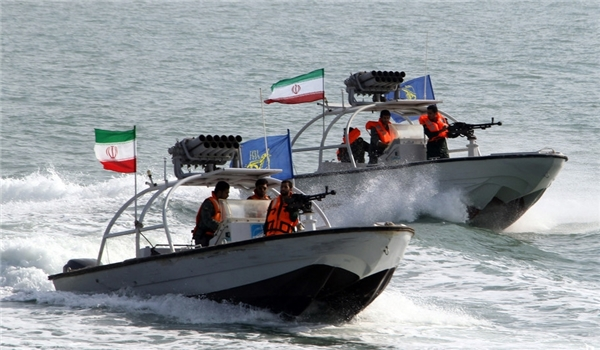
قوات بحرية للحرس الثوري.

خلال الحرب الأهلية اللبنانية ادّعى الحرس الثوري أنه أرسل قوات لتدريب المقاتلين ردًا على الغزو الإسرائيلي للبنان عام 1982. تُؤمن الأحزاب السياسية في لبنان وعلى رأسها حزب الله أن الحرس الثوري موجود داخل الدولة ويهدف برفقة باقي ميليشياته الشيعية إلى حماية الدولة اللبنانية من أي غزو إسرائيلي محتمل.
أعلنت بعض الميليشيات المسيحية على رأسها القوات اللبنانية، حزب الكتائب ومعظم الجماعات المسيحية الحرب على الحرس الثوري مُؤكدة على أنه ينتهك السيادة اللبنانية. في المقابل هناك ميليشيات إسلامية شيعية أخرى ترى ألا ضرر من وجوده أو تتخذ على الأقل موقفًا محايدًا. وتجدر الإشارة إلى أن العديد من المجموعات مثل الحزب التقدمي الاشتراكي وحركة الناصريين المستقلين - المرابطون لم يوافقا على وجوده ولكنهما قررا التزام الصمت بخصوص هذه المسألة للحفاظ على التحالفات السياسية.

### حرب لبنان عام 2006
خلال حرب لبنان عام 2006 قُتل العديد من أفراد الحرس الثوري الإيراني على يد القوات الإسرائيلية في بعلبك وهي بلدة قريبة من الحدود السورية. يعتقد المسؤولون الإسرائيليون أن الحرس الثوري الإيراني هو المسؤول الأول عن تدريب وتجهيز مقاتلي حزب الله الذين هاجموا آي إن إس هانيت مما تسبب في مقتل أربعة بحارة إسرائيليين وإلحاق أضرار بالغة على مستوى السفينة.

### تحطم طائرة الحرس 2006
في كانون الثاني/يناير 2006 تحطمت طائرة من طراز فالكون تابعة للحرس الثوري بالقرب من قرية أوروميه حوالي 560 ميلاً إلى الشمال الغربي من طهران بالقرب من الحدود التركية الإيرانية. ذكرت وسائل الإعلام حينها أن خمسة عشر راكبًا توفوا بما في ذلك اثنا عشر من كبار قادة الحرس الثوري الإيراني، وكان من بين القتلى اللواء المخضرم أحمد كاظمي قائد القوات البرية في الحرس الثوري الإسلامي خلال الحرب العراقية الإيرانية.
صرح الجنرال مسعود جزايري المتحدث باسم الحرس الثوري الإيراني للإذاعة الحكومية أن كلا محركا الطائرة قد فشل، فقرر الربان الهبوط لكن تعرض لتشويش كبير سبب كثافة الثلوج وضعف الرؤية في ذلك الوقت.

### قصف بيشين 2009
في تشرين الأول/أكتوبر 2009 قُتل العديد من كبار قادة الحرس الثوري في تفجير انتحاري في مدينة بيشين بمحافظة سيستان وبلوشستان في جنوب شرق إيران. قال التلفزيون الرسمي إن 31 شخصًا لقوا حتفهم خلال الهجوم فيما أكثر من 25 بجروح متفاوتة الخطورة، كما قُتل خلال نفس الهجوم زعماء قبائل من الشيعة والسنة على حد سواء. اعترفت الجماعة السنية الثورية جند الله بمسؤوليتها عن الهجوم، أما الحكومة الإيرانية فألقت باللوم على الولايات المتحدة قبل أن تتهمها بالمشاركة في الهجمات، ثم قامت إيران في وقت لاحق - بعد التحقيقات والتحريات- باتهام كل من المملكة العربية السعودية والمملكة المتحدة بتجنيد أعضاء من جند الله في باكستان ومن ثم تمويلهم وإرسالهم لإيران من أجل القيام بمثل هاته الهجمات. نفت الولايات المتحدة في وقت لاحق مسؤوليتها عن الهجوم أو المشاركة فيه، ولكن بعض التقارير الغربية أكدت على أن بعض أفراد جند الله قد تلقوا دعما من إدارة بوش. قبضت إيران على العديد من المشتبه بهم في وقت لاحق وتبين أن الهجوم تم بمساعدة دول غربية بعدما تلقى أعضاء المجموعة تدريبا في باكستان.

### الحرب السورية 2011 - 2024
قبل الحرب السورية كان هناك ما بين 2000 و3000 من ضباط الحرس الثوري متمركزين في سوريا حيث يقومون بمساعدة وتدريب القوات المحلية فضلاً عن إدارة طرق إمداد السلاح والمال من أجل توجيهها إلى لبنان المجاورة. صرَّح أحد كبار الضباط في حرس الثورة الإسلامية قائلا: «لم تكن الجمهورية الإسلامية موجودة في سوريا خلال مذبحة المدنيين السيئة ... عندما بدأ الثوار في قتل العديد من أفراد الشعب السوري قررنا حينها التدخل.»
شارك جنود الحرس الثوري الإيراني جنبًا إلى جنب مع عشرات الميليشيات الشيعية وحزب الله بالإضافة إلى أفراد من البسيج في الاستيلاء على القصير من يد الثوار في 9 حزيران/يونيو 2013. في عام 2014 زادت إيران من انتشار حرسها الثوري في سوريا.
قُتل 194 من قوات الحرس الثوري الإيراني في سوريا بما في ذلك جنود عاديون وضباط وآخرون برتبة عميد. بالإضافة إلى ذلك فقد قُتل 354 محاربًا أفغانيًّا ممن كانوا يقاتلون تحت قيادة الحرس الثوري كجزء من لواء فاطميون المُجهز والمدرب الذي يتبع تنظيم حزب الله في أفغانستان. تطوع بعض المهاجرين الأفغان والباكستان للذهاب إلى سوريا من أجل المشاركة في الاقتتال هناك لجانب إيران والرئيس بشار الأسد في مقابل رواتب مغرية والحصول على المواطنة. جندت مجموعات اللاجئين المتفرقة الأفغان داخل إيران وعادةً ما يُفرض عليهم اكتساب خبرة قتالية قبل الانضمام إلى الحرس الثوري. ينفي الحرس في غالب الأحيان هذه المعلومات ويُؤكد في مجموعة من المرات عدم صحتها؛ لكن الرواتب المدفوعة للمهاجرين تُؤكد هذه «المزاعم» بالإضافة إلى تكلف الدولة الإيرانية بجنائز من قُتل في سوريا من أفغان وباكستانيين وغيرهم. من منتصف تشرين الأول/أكتوبر 2015 إلى أواخره ارتكبت قوات الحرس الثوري مجازر دموية خلال تكثيف مشاركتها في الهجمات على مدينة حلب. خلال هذه الفترة؛ قُتل 30 ضابطًا بالحرس الثوري الإيراني بما في ذلك ثلاثة جنرالات وقائد كتيبة وطيار.

### الحرب العراقية 2014 – حاليا
شاركت كتيبتين من الحرس الثوري في العراق وذلك في محاولة لمكافحة هجوم شمال العراق. يقوم الحرس الثوري فعليًا بدعم قوات الحشد الشعبي وهو ائتلاف فضفاض من الميليشيات الشيعية المتحالفة مع الحكومة العراقية في حربها ضد تنظيم الدولة الإسلامية (داعش). كان للواء قاسم سليماني قائد فيلق القدس حينئذٍ دور فعال في القوة البرية للحرس في العراق؛ حيث لعب دورًا مهمًا في شن عدة هجمات ضد تنظيم داعش والتخطيط لمعركة تكريت عام 2015. في كانون الأول/ديسمبر 2014 قُتل العميد المخضرم حميد تقوي الذي شارك في الحرب العراقية الإيرانية على يد قناص في سامراء. في مايو 2017 قُتل شعبان ناصري أحد كبار قادة الحرس الثوري الإيراني في معركة مجهولة قرب الموصل في العراق.

### إسقاططائرة بدون طيارإسرائيلية
قال الحرس الثوري إنه أسقط طائرة بدون طيار إسرائيلية عند اقترابها من منشأة نطنز النووية. ووفقا لوكالة أنباء الطلبة الإيرانية: «حاولت الطائرة الشبح مراوغة الرادار لكن تم استهدافها بصاروخ أرض-جو قبل أن تتمكن حتى من دخول المنطقة.» وفي بيان رسمي للحرس الثوري حول هذه الحادثة؛ لم يذكر كيف عرَف أنها إسرائيلية أما إسرائيل فاكتفت بالصمت ولم ترد بأي تعليق.

## التأثير

### في السياسة
طالب آية الله روح الله الخميني بأن القوات العسكرية يجب أن تبقى محايدة، لكن وبالرغم من ذلك فالمادة 150 من الدستور الإيراني تنص بوضوح على أن الحرس هو «الوصي على الثورة وعلى إنجازاتها» التي هي على الأقل جزء مهم من سياسة إيران الداخلية. تجادل أنصار البسيج في وقت ما حول تسييس الميليشيا؛ فجماعة الإصلاحيين والمعتدلين (من بينهم حسن الخميني) يرون ضرورة لوجود وتمثيل عناصر البسيج والحرس في المجال السياسي في المقابل يرى القائد العسكري رفسنجاني عكس ذلك حيث يدعو إلى اجتثاث الحرس الثوري الإيراني من مستنقع السياسة والحد من دوره فيها. نمى الحرس الثوري بشكل كبير في عهد الرئيس أحمدي نجاد الذي تولى رسميا قيادة البسيج في أوائل عام 2009.
على الرغم من أن حرس الثورة لم يُعلن بصراحة تأييده أو انتمائه لأي من الأحزاب السياسية، لكن يُنظر إليه على نطاق واسع أنه يتوفر على جبهة سياسية تُمثله أحيانًا في البرلمان. انضم العديد من الأعضاء السابقين (بما في ذلك أحمدي نجاد) إلى تلك الجبهة السياسية في السنوات الأخيرة ويقال إن الحرس الثوري قدَّم لهم الدعم المالي.
في إيران؛ هناك نخبة من أعضاء القوات الأمنية التي تتميز بنفوذ سياسي. فمثلاً انضم الرئيس أحمدي نجاد إلى الحرس الثوري عام 1985 ثم شارك معه في عملية عسكرية في كردستان العراق قبل يُغادر الخط الأمامي ويُركز في مهامه على الخدمات اللوجستية. جدير بالذكر هنا أن غالبية أول مجلس الوزراء يتكون من قدامى المحاربين لدى حرس الثورة. أما ثلث الأعضاء المنتخبين في مجلس الشورى سنة 2004 فهم «حرسيون».

### في الاقتصاد
توسعت النشاطات التجارية للحرس الثوري الإيراني بشكل غير رسمي من خلال الشبكات الاجتماعية المكونة من المحاربين القدامى والمسؤولين السابقين. لقد صادر الحرس الثوري أصول العديد من اللاجئين الذين فروا من إيران بعد سقوط حكومة أبي الحسن بني صدر. أما اليوم فالحرس يُسيطر على إيران بفضل امتلاكه صواريخها وإدارته برنامجها النووي، وهذا مكنه من تأسيس إمبراطورية أعمال تضخ مليارات الدولارات ليسيطر بذلك على قرابة جميع القطاعات الاقتصادية. تُشير بعض التقديرات  إلى أن حرس الثورة يُسيطر على نحو ثلث الاقتصاد الإيراني وذلك بفضل سلسلة من الشركات التي يملكها.
حسب تقديرات صحيفة لوس أنجلوس تايمز فإن الحرس تربطه علاقات بأكثر من مائة شركة مهمة، ما جعله يحصل على عائدات سنوية تتجاوز 12 مليار دولار. حصل الحرس أيضًا على مليارات الدولارات من خلال عدة عقود في مجال النفط والغاز والصناعات البتروكيماوية وكذلك مشاريع البنية التحتية الكبرى.

#### الشركات التابعة
- مقر خاتم الأنبياء للإعمار
- شركة النفط الشرقية (كيش)
- معهد فاتر الهندسي
- معهد المهندسين الاستشاريين (ایمن‌سازان)

### تحليل
يقول مهدي خلجي من معهد واشنطن لسياسة الشرق الأدنى إن الحرس الثوري الإيراني هو «العمود الفقري للسياسية الحالية وبات لاعبًا رئيسيًا في الاقتصاد الإيراني.» بل يرى أن الدولة الإيرانية تحولت لدولة عسكرية - مثل بورما - حيث بات الجيش يسيطر على الحياة الاجتماعية والثقافية والسياسية والاقتصادية كما يتكلف بحماية الحكومة من المعارضين الداخليين والخارجيين. يوافق جريج برونو وجايشاري باجوريا من مجلس العلاقات الخارجية مهدي في قوله ويُشيران إلى أن الحرس الثوري الإيراني قد وسع من نفوذه وصار قوة (اجتماعية، وسياسة، وعسكرية، واقتصادية) يُحسب لها ألف حساب كونها تخترق وبعمق هيكل السلطة الإيرانية. ثم يضيفان: «نمت مشاركة الحرس في السياسة إلى مستويات غير مسبوقة منذ عام 2004؛ هناك حيث بات الحرس يمثل 16% من أصل 290 مقعدًا في مجلس الشورى الإسلامي ... خلال انتخابات آذار/مارس 2008 فاز قدامى المحاربين من الحرس الثوري بـ 182 مقعدا من أصل 290 وذلك بمساعدة من محمود أحمدي نجاد الذي تعززت سلطته في البلاد.» خلال تلك الفترة كان نصف مجلس وزراء أحمدي نجاد يتألف من ضباط سابقين في الحرس الثوري في حين تم تعيين باقي الضباط المتقاعدين للإشراف على المقاطعات والمحافظات.
بالنسبة لعلي ألفونيه من معهد أمريكان إنتربرايز فهو يرى أن «وجود ضباط من الحرس الثوري في مجلس الوزراء ليست ظاهرة جديدة تزامنت مع رئاسة نجاد بل كانت موجودة من قبل لكنها لم تكن معروفة لدى الإعلام».
أعلن رئيس الحرس الثوري الإيراني الجنرال محمد علي جعفري أن الحرس سيقوم بإعادة هيكلة نفسه من أجل مواجهة «التهديدات الداخلية التي تُحيط بالجمهورية الإسلامية». أما بروس ريدل الزميل البارز في معهد بروكينغز والمحلل السابق لدى وكالة المخابرات المركزية فيقول إن الحرس قد تم إنشاؤه لحماية الحكومة من الانقلابات.
منذ الانتخابات الرئاسية المثيرة للجدل في عام 2009؛ جرى مناقشة قوة الحرس الثوري ودوره في إيران بشكل كبير. يعتقد عباس ميلاني مدير الدراسات الإيرانية في جامعة ستانفورد أن سلطة الحرس تتجاوز في واقع الأمر سلطة المرشد الأعلى آية الله خامنئي. أما فريديريك ويهري المساعد والزميل البارز في مؤسسة راند فيعتقد أن الحرس الثوري ليس وحدة متجانسة ومتشابهة التفكير بل هي «انشقاق» عن فصائل مؤسسة أخرى غير عازمة على الإطاحة بأسيادها.

## الجدل
لطالما أثار الحرس الثوري الجدل الكبير كما تعرض لانتقادات كثيرة خاصة من الدول العربية ومن تلك التي يتدخل في شؤونها الداخلية. يتبع الحرس أيديولوجيا معينة تدفعه لإنشاء عشرات الميليشيات الشيعية تحت إمرته والتي تهتم بكل جانب من جوانب المجتمع الإيراني. ليس هذا فقط؛ فهي تتدخل في شؤون باقي الدول وتُشارك في حروب خارجية لأهداف غير مُعلنة. انتُقد أيضًا الحرس الثوري لما قام به من قمع للمعارضة خاصة في 12 حزيران/يونيو 2009 خلال الاحتجاجات على الانتخابات الرئاسية. يُعتبر الحرس الثوري بالنسبة للكثير من الإيرانيين -خاصة المعارضين- تنظيم سلطوي يُركز في مهامه على القوة العسكرية ويهدف إلى الحفاظ على النظام ونشر المذهب الشيعي في الدول التي «يقتحمها».
منذ إنشاءه، شارك الحرس الثوري في العديد من الأنشطة الاقتصادية والعسكرية التي أثارت بعض الجدل. كما تم اتهامه في كثير من المرات بتهريب المخدرات والمشروبات الكحولية والسجائر عبر الأرصفة البحرية التي لا تشرف عليها الحكومة، كما اتٌهم بتدريب وتزويد حزب الله بكافة أنواع الأسلحة والدخائر، ونفس الأمر فعلته مع حركة حماس بالإضافة إلى دفع مقاتلين للتورط في حرب العراق.
في كانون الأول/ديسمبر 2009 وخلال تحقيق لصحيفة الغارديان كُشف -من خلال عشرات الأدلة- على أن أفراد الحرس الثوري اختطفوا 5 بريطانيين من مبنى الوزارة في بغداد عام 2007. ثلاثة من الرهائن هم جيسون كريسويل، جايسون سويندلهورست وأليك ماكلاشلان قتلوا؛ أما الرابع فهو آلان ماكمنمي الذي لم يُعثر على جثته بعد في حين أطلق الرهينة الخامس بيتر مور بتاريخ 30 كانون الأول/ديسمبر 2009. كشف التحقيق اختطاف ميليشيات الحرس الرهائن الخمسة وعلى رأسهم بيتر خبير الكمبيوتر من لينكولن بسبب عزمهم على تثبيت نظام لدى الحكومة العراقية سيكشف عن الكميات الهائلة من المساعدات الدولية التي استولت عليها الميليشيات الشيعية الإيرانية في العراق.
في 2019، انتشرت أنباء عن تدخل الحرس الثوري لإبقاء نوري المالكي على رأس حزب الدعوة الإسلامية ولكن قياديًّا في الحزب نفى ذلك.

### إدراجهُ على قائمة الإرهاب
في السابع من نيسان/أبريل عام 2019 انتشرت أخبار تُفيد بأنّ إدارة الرئيس الأمريكي دونالد ترامب في طريقها لتصنيفِ الحرس الثوري «منظمّة إرهابية». في هذا السياق؛ علّق قائد الحرس الثوري الإيراني محمد علي جعفري على الموضوع قائلًا: «إن الجيش الأمريكي لن ينعم بالهدوء في غرب آسيا بعد الآن إذا صنفت الولايات المتحدة الحرس الثوري منظمة إرهابية.» في صبيحة يوم الإثنين الموافق لـ 8 نيسان/أبريل؛ أصدرَ البيت الأبيض بيانًا أدرجَ بموجبهِ الحرس على لائحة الولايات المتحدة للمنظمات الإرهابية فيما قالَ مايك بومبيو وزير الخارجيّة الأمريكي «إن تصنيف الحرس الثوري الإيراني كمنظمة إرهابية هو الرد المناسب على سلوك النظام الإيرانِي.»
في التاسع عشر من حزيران/يونيو عام 2024، أعلنت كندا تصنيف الحرس الثوري الإيراني "منظمة إرهابية"، بحسب وكالة الأنباء الفرنسية. وقال وزير الأمن العام الكندي، دومينيك لوبلان، في مؤتمر صحفي "اتخذت حكومتنا قرارا بإدراج الحرس الثوري الإيراني على قائمة الكيانات الإرهابية بموجب القانون الجنائي".